# Polydesmus brevimanus
Polydesmus brevimanus är en mångfotingart som beskrevs av Henri W. Brölemann 1892. Polydesmus brevimanus ingår i släktet Polydesmus och familjen plattdubbelfotingar. Inga underarter finns listade i Catalogue of Life.